# Molí d'Albió
el Molí d'Albió és un molí industrial del 1225 situat al municipi de Llorac (Conca de Barberà). L'edifici encara conserva la seva estructura medieval, amb una de les séquies, la bassa i el cacau. Està ubicat a la carretera T-243, prop de Vallfogona de Riucorb. Forma part de l'Inventari del Patrimoni Arquitectònic de Catalunya.

## Descripció
Edifici amb un aspecte extern de torre fortificada. Té una planta baixa i dos pisos superiors. Possiblement en un principi no existiren les dues plantes superiors (hom distingeix a la façana un canvi d'aparell). La planta baixa és una sala rectangular coberta amb una volta de canó apuntat (s'hi veuen algunes marques de picapedrer). En aquest lloc hi va haver primitivament la sala dels tremujals. El primer pis té un sostre pla i les bigues de fusta reposen sobre un gran arc ogival. La darrera planta estructura el seu espai intern mitjançant un pilar central del qual arrenquen dues arcades sobre les quals reposaria l'encavallada de fusta primitiva (ara desapareguda). Immediata a l'edifici es conserva la bassa del molí.

## Història
Al lloc d'Albió es documenten durant el segle xiii tres molins diferents: el superior o "Molí Sobirà", l'anomenat "Molí Mitjà" i el de "L'Hospital". És difícil determinar quin dels tres correspon al ressenyat en aquesta fitxa. No obstant hi ha notícies documentals que mencionen unes obres realitzades en el "Mitjà" durant el darrer quart del segle xiii. Ja s'ha assenyalat que en el casal conegut avui com d'"Albió" s'observa una interrupció d'obra entre la planta baixa i els pisos superiors, potser doncs caldria identificar-los ambdós.